# For Muzik
『For Muzik』（フォーミュージック）は、2009年8月28日に発売された韓国の歌手グループ・4minuteの1枚目のミニアルバム。発売元はMnet Media。

## 解説
- Muzikは、パトワ語でMUSICの意味

## 収録内容

### CD
1. For Muzik (Intro) 1分24秒
作詞 ファン・ソンジン・マリオ、チョン・ジユン 作曲 イ・サンホ
2. MUZIK 3分43秒
作詞 イ・サンホ、シンサドンホレンギ 作曲 イ・サンホ、シンサドンホレンギ
3. Hot Issue 3分28秒
作詞 シンサドンホレンギ、ジョン・ヒェウォン 作曲 シンサドンホレンギ、イ・チェギュ
4. What a girl wants 3分25秒
作詞 ファン・ソンジン 作曲 イ・サンホ、シンサドンホレンギ
5. 笑わせて(웃겨) 3分29秒
作詞 キム・ドフン、キム・ジンファン 作曲 キム・ドフン、チェ・ガボン
6. あげない(안줄래) 3分18秒
作詞 シンサドンホレンギ、チェ・ギュソン 作曲 シンサドンホレンギ、チェ・ギュション
7. Hot Issue (Remix)  3分14秒
作詞 シンサドンホレンギ、ジョン・ヒェウォン 作曲 シンサドンホレンギ、イ・チェギュ